# Loodkleurige sierragors
De loodkleurige sierragors (Geospizopsis unicolor synoniem: Phrygilus unicolor) is een zangvogel uit de familie Thraupidae (tangaren).

## Verspreiding en leefgebied
Deze soort telt 7 ondersoorten:
- G. u. nivarius: noordelijk Colombia en noordwestelijk Venezuela.
- G. u. geospizopsis: van centraal Colombia tot noordelijk Peru.
- G. u. inca: van het noordelijke deel van Centraal-Peru tot westelijk Bolivia.
- G. u. unicolor: zuidwestelijk Peru, Chili en westelijk Argentinië.
- G. u. tucumanus: van centraal Bolivia tot noordwestelijk Argentinië.
- G. u. cyaneus: het noordelijke deel van Centraal-Argentinië.
- G. u. ultimus: zuidelijk Argentinië.